# Parabuthus transvaalicus
Parabuthus transvaalicus, también llamado escorpión sudafricano de cola gruesa, es uno de los mayores escorpiones de la familia Buthidae; alcanza una longitud corporal de 12 a 16 centímetros (incluida la cola). El epíteto de la especie transvaalicus hace referencia a su área de distribución en el sur de África.

## Etimología

### Nombre zoológico
Parabuthus transvaalicus fue descrito por primera vez en 1899 por William Frederick Purcell como una de las 33 especies conocidas del género Parabuthus en la actualidad. Purcell (1866-1919) fue un zoólogo sudafricano procedente de Inglaterra que se hizo un nombre como pionero en el estudio de los arácnidos. Describió numerosas especies de escorpiones y arañas, incluyendo géneros como Harpactirella. Purcell derivó el epíteto de la especie del nombre República de Transvaal para la zona de la entonces República Sudafricana y actual provincia sudafricana de Transvaal. Fue en esta zona (Terra typica) donde la especie fue aparentemente encontrada por primera vez por Purcell.

## Descripción

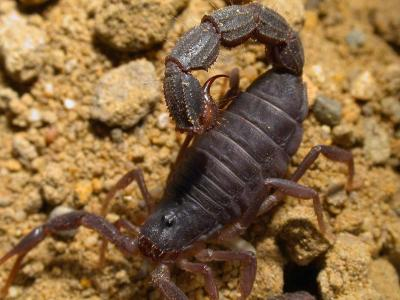
Los pedipalpos de Parabuthus transvaalicus son muy delgados en comparación con el metasoma.

Con un tamaño medio de entre diez y doce centímetros, las hembras son más poderosas que los machos, que a menudo sólo alcanzan entre siete y diez centímetros. Como máximo, el Parabuthus transvaalicus alcanza una longitud total de 16 centímetros, lo que la convierte en la segunda especie más grande del género después de Parabuthus villosus. Independientemente del sexo, el escorpión es de color uniforme entre granate y negro-gris. En la zona de la cola (metasoma) hay un pelo de peine más largo, de color marrón rojizo a negro, la piel de color rosa brillante, así como un fuerte grano en la superficie de la armadura quitinosa. Estas llamativas irregularidades en los segmentos individuales de la cola llegan hasta el telson en forma de quillas en hileras. La zona de la cola y el telson tienen aproximadamente el mismo grosor y son de color negro-gris a rojo-marrón. Por el contrario, las patas que caminan unidas al mesosoma (zona media) y las manos en forma de tijera (pedipalpos) unidas al prosoma (zona delantera) suelen ser de color marrón ámbar más claro.
Aparte de la diferencia de tamaño, en el macho se aprecia un dimorfismo sexual, como en todos los representantes de la familia Buthidae, en órganos de peine más largos (pecten) y dientes de peine en la parte inferior (órganos de palpación). Las piezas de conexión entre los órganos del peine, los llamados miembros basales, son más pequeños o acortados. Los machos suelen tener entre 37 y 42 dientes de peine; las hembras sólo tienen entre 33 y 36. Además, los machos suelen tener las manos con garras más cortas, pero más gruesas y redondeadas. La determinación del sexo de Parabuthus transvaalicus puede hacerse normalmente en el segundo estadio contando los dientes del peine. Sin embargo, la diferenciación completa de los sexos sólo se consigue en la fase adulta.

Mapa de contorno de Sudáfrica

## Distribución geográfica
Parabuthus transvaalicus está presente en el sur de África. Hasta ahora, se ha comprobado su presencia en Sudáfrica, Botsuana, Mozambique y Zimbabue. Al parecer, el escorpión es especialmente común en Sudáfrica, entre Ciudad del Cabo y Pretoria, en las antiguas regiones del Transvaal (transvaalicus), así como en la zona de Cape Land. Las especies relacionadas Parabuthus capensis y Parabuthus granulatus también viven allí.

## Hábitat
Parabuthus transvaalicus vive principalmente en climas secos subtropicales, sobre todo en regiones semidesérticas, de matorral y esteparias con escasa vegetación. Sus hábitats suelen estar sometidos a una fuerte fluctuación de temperatura entre el día y la noche. Dentro de su hábitat, el escorpión de cola gruesa sudafricano es relativamente común bajo la madera erosionada, las raíces o los cantos rodados.
Los hábitats de Parabuthus transvaalicus suelen hacer casi imposible el uso agrícola debido a la falta de humedad. Por lo tanto, el escorpión sólo suele aparecer en zonas con poca población y, por lo tanto, rara vez entra en contacto con el ser humano. Sólo en casos aislados la especie penetra en zonas habitadas y casas.

## Estilo de vida
Parabuthus transvaalicus pertenece a las especies de escorpiones excavadores y excava madrigueras más largas en el suelo arenoso durante la noche. Durante las horas más calurosas del día, permanece en dichas madrigueras o bajo las piedras a la sombra, por lo que es nocturno, evitando la rigidez del calor durante el día. A diferencia de los machos, que sólo salen de sus cuarteles al anochecer, las hembras también son activas durante el día.
El escorpión de cola gruesa sudafricano se alimenta de insectos y mamíferos más pequeños, a los que paraliza o mata previamente transmitiendo el veneno a través de su aguijón. En caso de escasez de alimentos, el canibalismo es común, y las hembras suelen comerse a los machos físicamente inferiores. Cuando se le molesta, Parabuthus transvaalicus adopta la postura amenazante típica de los escorpiones y no duda en atacar.
Parabuthus transvaalicus es un escorpión solitario que sólo busca una pareja sexual para aparearse. Defiende su territorio de forma agresiva contra los congéneres, por lo que sólo se puede observar una cohabitación de animales del mismo sexo si hay suficiente comida disponible.

## Reproducción y desarrollo

### Comportamiento de apareamiento

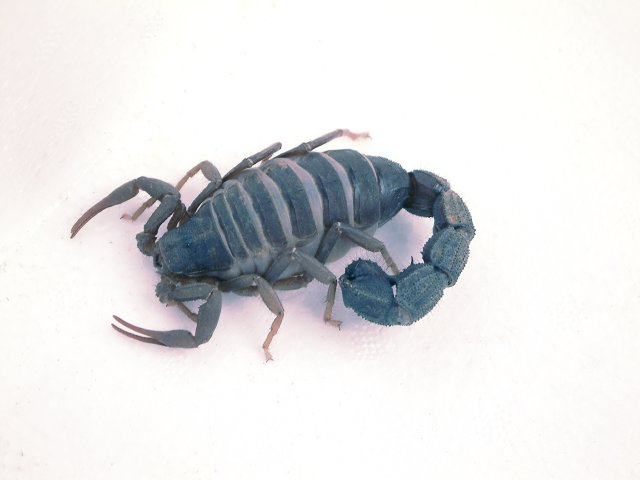
Hembra embarazada

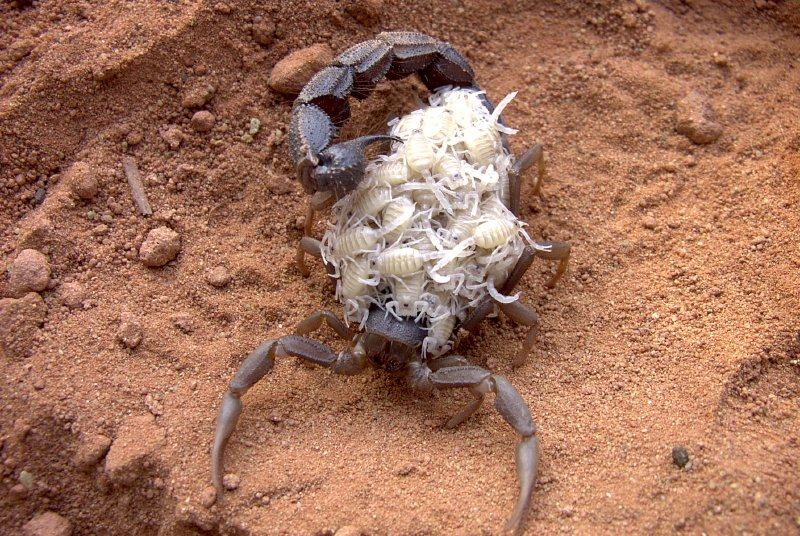
Hembra con juveniles en la espalda.

El comportamiento de apareamiento de Parabuthus transvaalicus es similar al de otros escorpiones y adopta la forma de una danza de apareamiento. El macho sale de su escondite y sigue el olor de feromonas de una hembra. Tan pronto como el macho ha encontrado a su pareja, comienza a temblar en el metasoma y los pedipalpos y agarra a la hembra por las manos en forma de tijera. El consiguiente "baile nupcial", durante el cual los animales se mueven hacia atrás, hacia delante y en círculos, puede durar unos minutos o hasta dos horas. Durante esta danza, el macho busca con sus órganos de peine un lugar adecuado para depositar el espermatóforo, de aproximadamente 12 milímetros de tamaño y aspecto pardo. Después de que la hembra haya sido conducida sobre el lugar de deposición y haya ingerido el espermatóforo, se produce una repentina separación de los compañeros. El consumo del macho por parte de la hembra, como es común en algunas especies de escorpiones después del apareamiento, no suele ocurrir en esta especie. Así, un individuo puede aparearse varias veces en su vida.

### Desarrollo
Tras un período de gestación de ocho a doce meses, durante el cual la hembra necesita mucho alimento, nacen entre 20 a 100 crías vivas (viviparidad). En un entorno natural, el número de nacimientos se reduce a una media de 32 crías por exemplar a causa de factores externos como, por ejemplo, amenazas o el estrés. Cuando se mantiene en un terrario, suelen desarrollarse entre 60 a 100 ninfas blancas.
Una vez que las crías hayan subido a la espalda de su madre, permanecen allí durante tres a cuatro días. Después de su primer cambio de piel, pasan otros tres o cuatro días en el lomo de su madre, durante los cuales se endurece el caparazón quitinoso. Ahora pueden ir en busca de comida, aunque sólo pueden capturar presas relativamente pequeñas. Cuando el alimento es escaso, el canibalismo se produce a menudo entre las crías. Al cabo de un año, se produce el último cambio de piel y los animales alcanzan la madurez sexual. Sin embargo, dependiendo del suministro de alimentos y de la temperatura ambiente, esto también puede retrasarse hasta dos años.

## El veneno deParabuthus transvaalicus
Parabuthus transvaalicus es uno de los escorpiones más venenosos de África, aunque el peligro de su veneno no reside en la fuerza sino en la cantidad. Debido a su saco de veneno extraordinariamente grande, puede liberar una gran cantidad en poco tiempo y también reproducirse rápidamente. Así, se han obtenido hasta 14 miligramos de peso seco de toxina en una dosis. Debido a la gran cantidad de toxina, el escorpión de cola gorda sudafricano debe clasificarse como especie patógena para el ser humano, por un lado, y como especie urticante y defensiva, por otro, por lo que debe garantizarse una manipulación cuidadosa de los animales.
Además, tiene la capacidad de regular de forma activa la composición de su veneno. El llamado "prevenom" se utiliza exclusivamente para ocasionar una irritación menor con efecto paralizante. Las proteínas que contiene, como la birtoxina, la dortoxina, la bestoxina y la altitoxina, que causan parálisis del músculo cardíaco, sólo están presentes en bajas concentraciones. Este veneno secundario de aspecto transparente también se utiliza durante el apareamiento, cuando el macho pica a la hembra, presumiblemente para inmovilizarla.
Como mecanismo de defensa contra vertebrados más grandes, se inyecta el veneno blanco lechoso, más fuerte. Se compone principalmente de neurotoxinas como la acetilcolina o simpaticomiméticos como las catecolaminas endógenas. Además, se ha aislado una sustancia específica de la especie llamada curtoxina. La picadura puede causar un fuerte dolor y síntomas cardíacos y nerviosos centrales, también en los seres humanos. Cuando la toxina se administra por vía subcutánea a ratones, la dosis letal medida (valor LD50) es de 4,25 miligramos de toxina por kilogramo de peso corporal. Especialmente para los niños y los ancianos, pero también para los adultos, la toxina puede incluso poner en peligro la vida. Las muertes conocidas hasta ahora fueron causadas principalmente por insuficiencia respiratoria. Además, el escorpión es capaz de rociar su veneno a lo largo de un metro (escorpión escupidor), que también amenaza los ojos. Puede rociarlo literalmente hacia fuera a través de su telson muscular y picar.
Si se sufre una picadura de escorpión, hay que buscar atención médica o una clínica inmediatamente, teniendo a mano la descripción o el nombre del escorpión. En caso de dolor, se puede administrar una infiltración de anestesia local. Los pacientes con problemas respiratorios deben ser intubados y ventilados, tras lo cual se pueden tomar otras medidas en función de los síntomas. Aunque ya existe un antídoto, su efecto es controvertido y sólo debe administrarse con la recomendación de un centro de información toxicológica. También debe evitarse la administración de morfina, petidina, barbitúricos, preparados de calcio, corticoides y atropina, según la literatura científica.[cita requerida]

## Sistemática
En el género Parabuthus se han descrito hasta la fecha otras 32 especies y 17 subespecies, además del escorpión de cola gruesa de Sudáfrica. Todavía no se conocen subespecies de Parabuthus transvaalicus. Sin embargo, muestra un sorprendente parecido externo con su especie hermana Parabuthus villosus. Según los conocimientos actuales, ambos se enfrentan juntos a Parabuthus schlechteri y Parabuthus raudus. Las cuatro especies juntas se contrastan a su vez con Parabuthus kraepelini. A nivel geozoológico, la especie hermana Parabuthus villosus vive muy cerca de Parabuthus transvaalicus. Sin embargo, además de Sudáfrica, también es nativa de Namibia y Angola.
Una clasificación filogenética exacta de Parabuthus transvaalicus se muestra aquí: Parabuthus, filogenética.